# Верхний замок (Витебск)

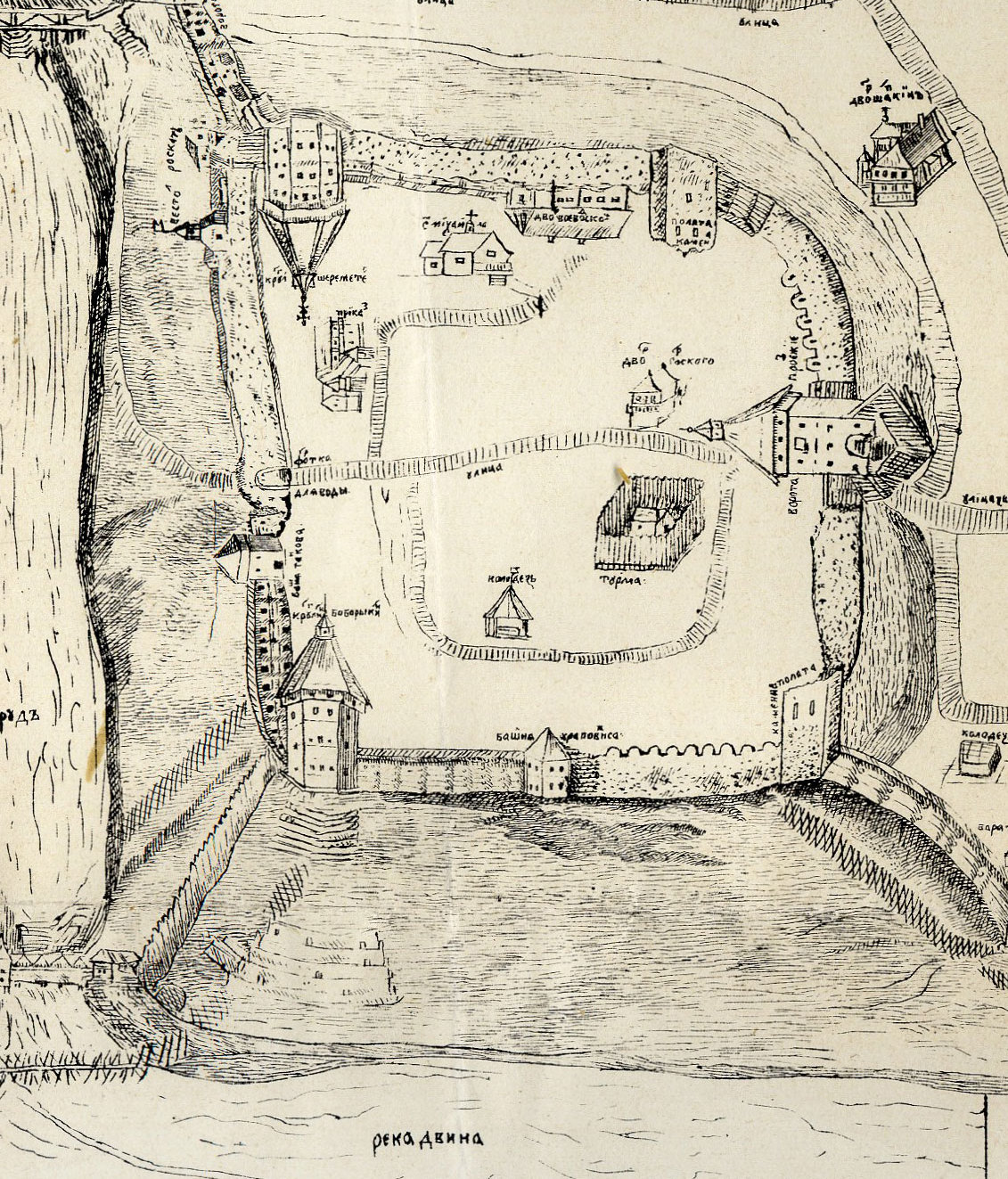
Верхний замок на чертеже Витебска 1664 года

Верхний замок, местн. Горный замок — детинец древнего Витебска. Располагался на левом берегу реки Витьбы при впадении ее в Западную Двину. Территория замка с запада ограничивалась Западной Двиной, с севера Витьбой, на юге и востоке Нижним замком.

## История

### Первоначальные укрепления
В восточной части замка находилась Замковая гора (Ламиха, срыли в конце XIX века), площадью около 1 га и высотой 15 метров. Предполагается, что на ней находилось первое поселение, основанное балтами в первой половине I тысячелетия нашей эры. Во второй половине I тысячелетия там поселились славяне-кривичи, а в X веке образовался детинец Витебска. При впадении Витьбы в Двину, на так называемой Двинской возвышенности (район современного Театра имени Якуба Коласа), существовало второе поселение, которое в XII—XIII вв. вошло в состав детинца. Между этими поселениями существовал ров, который был почти засыпан в XII—XIII вв. В XII веке территория детинца была обнесена земляным валом: со стороны Витьбы шириной у основания не менее 36 метров и высотой 8 метров, с южной стороны шириной 16-20 м и высотой 5-6 м. Со стороны Западной Двины поверхность вала была покрыта метровым слоем плотной глины, который имел оборонительную функцию.

### Замок XIV века
С XIV века замок стал называться Верхним (Вышним). В том же веке князь Ольгерд укрепил замок каменными стенами и башнями. Стены имели высоту около 7,5 метров, а толщину — 3 метра. По верху шли прямоугольные зубцы. Башни были квадратные и имели в основе от 8,5 до 10,5 метров. В замке находилась церковь Архангела Михаила.
В 1396 Верхний замок был поврежден во время осады князем Витовтом.
Во второй половине XVI в. витебские замки были заново отстроены из дерева и земли на каменных основах: на остатках стен и башен XIV века.
В овраге между Замковой горой и Двинской возвышенностью, на месте современной улицы Пушкина, с XVI века существовал пруд. Его, предположительно, вырыли жители города, чтобы использовать в качестве источника воды при длительных осадах. Пруд существовал до конца XIX века, когда был засыпан.

### Замок XVII века
В 1614 году город Верхний замок сгорел вместе с Нижним и восстанавливался на протяжении нескольких лет. В 1626 году снова сгорел вместе с Задвиньем. Из инвентарей города 1638, 1639 и 1641 гг. следует, что Верхний замок был сильно поврежден. На территории замка находились 52 дома, которые принадлежали панам воеводства, состоятельным мещанам, пушкарям, палачу, старцу Соротской волости и др. В оружейне Верхнего замка хранилась военная амуниция.
Во время осады русскими войсками в 1654 г. замки повреждены и восстанавливались из дерева по приказу царя Алексея Михайловича. После окончания восстановительных работ замки были нанесены на Чертеж города Витебска 1664 года, который отправили царю.
В Верхнем замке середины XVII века было 7 башен:
Темная — с воротами, которые соединяли Верхний и Нижний замок. В плане была прямоугольная и имела размеры 11×8,9 м. Стены были срублены в одно бревно, высотой 48 венков, и имели 3 пушечные и мушкетные бойницы. Завершались шатровой дощатой крышей.
Шереметев круглик — 8-гранная четырехъярусная деревянная башня с 6-гранной крышей. Названа в честь русского боярина и воеводы В. П. Шереметева, который взял Витебск осадой в 1654 году. Находилась на месте северо-восточного угла здания бывшего окружного суда (ныне — художественный музей).
Раскат — деревянная прямоугольная рубленая башня на остатках старой каменной башни.
Вестовая — малая башня на старом каменном «бычке». Размер в основе 4,6 х 7, 5 м. Крыша дощатая шатровой формы. На крыше находился трап с вестовым колоколом весом 9 пудов 30 фунтов (~ 159 кг). Эта башня находилась на самом высоком месте Замковой горе, на обрыве Витьбы.
Танковая — прямоугольная башня с тремя боями и двумя перекрытиями. Размер в основе около 6,4 х6, 4 м.
Боборыкин круглик (Подвинская) — 8-гранная деревянная башня с тремя перекрытиями. Высота до обломов 12,8 м. Названа в честь витебского воеводы 1658-61 гг. Н. М. Боборыкина.
Храповицкая — деревянная двухъярусная прямоугольная башня с основой 7,5 х 7, 5 м.
Стены были рубленые, основанные на остатках старых каменных стен. Крышу имели двускатную.

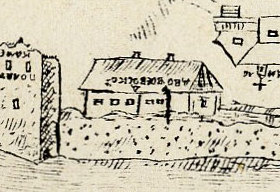
Двор воеводы

Внутри замка, кроме церкви, находился двор воеводы, здание приказу, дом Горского, тюрьма, колодец.
28 сентября 1708 года во время городского пожара, учиненного войсками Петра I, витебские замки сильно пострадали. В пожарах 1752 и 1757 гг. остатки замков полностью сгорели. Больше замки не восстанавливались.